# 利诺·切瓦尔
利诺·切瓦尔（1950年9月22日—），克罗地亚手球运动员、教练。他曾带领克罗地亚国家队参加2004年和2008年夏季奥林匹克运动会，结果队伍在2004年奥运会获得金牌。